# Solrad 9
Il Solrad 9, a volte citato anche come Explorer 37 o Explorer SE-B, è stato un satellite artificiale NASA del programma Solrad (acronimo di "Solar Radiation"), iniziato nel 1960 ed avente lo scopo di fornire un monitoraggio continuo della radiazione solare attraverso una serie di fotometri standard.

## Struttura e funzionamento
Il Solrad 9 è stato il primo satellite della serie Solrad a non avere una forma quasi sferica. Il satellite aveva infatti la forma di un prisma a 12 facce alto 60 cm e largo 76, avente su ogni faccia due pannelli solari, ed era decisamente più grande rispetto ai suoi predecessori, arrivando a pesare circa 198 kg. Come già per il Solrad 8, a metà dell'altezza del satellite erano disposti, a formare una cintura alta circa 9 cm tutt'intorno al corpo del veicolo, 14 fotometri per raggi X e per raggi ultravioletti.
Una volta messo in orbita il satellite era stabilizzato utilizzando la tecnica di stabilizzazione di spin, una tecnica di stabilizzazione passiva nella quale lintero veicolo ruota su se stesso in modo che il suo vettore di momento angolare rimanga pressoché fissato nello spazio inerziale. Il movimento di rotazione è stabile se il satellite gira attorno all'asse che ha momento d'inerzia massimo. Nel caso del Solrad 9, tale asse, l'asse di spin appunto, era orientato, con una precisione di ±1°, perpendicolarmente all'asse immaginario che congiungeva il satellite al Sole in modo da far sì che ognuno dei 14 fotometri, disposti, come detto, tutto intorno al satellite, fosse rivolto verso il Sole nel corso di una rotazione. Scienziati ed istituzioni, sia statunitensi che stranieri, erano stati invitati dalla NASA, a ricevere i dati sulla banda a 136 MHz e ad utilizzare indipendentemente.

## Lancio e operatività
Il Solrad 9 venne lanciato il 5 marzo 1968 per mezzo di un razzo Scout B-1 dall'area di lancio 3 della base di lancio Wallops.
Nel periodo di tempo occorso tra la cessazione dell'operatività del Solrad 8, avvenuta nell'agosto del 1967, e la messa in orbita del Solrad 9, i dati dell'attività solare vennero raccolti utilizzando i fotometri presenti sui satelliti OSO-4 e OGO-4.
Il Solrad 9 fu particolarmente importante tra i satelliti della serie Solrad poiché grazie ad esso venivano raccolti dati utili a prevedere il comportamento del Sole nel periodo delle prime missioni con equipaggio del Programma Apollo, a cominciare dalla prima, l'Apollo 7, e quindi utili a stilare un programma della missione atto a garantire, da questo punto di vista, la sicurezza degli astronauti.
A cominciare dal luglio 1971 fu deciso di utilizzare i dati presenti sulla memoria del Solrad 10, messo in orbita il giorno 8 dello stesso mese, e così si continuò fino al giugno 1973, quando il dispositivo di archiviazione dei dati del Solrad 10 ebbe un malfunzionamento e la NASA ricominciò a leggere i dati dalla memoria del Solrad 9. Il satellite rimase attivo fino al 25 febbraio 1974, quando terminarono le riserve di gas utili a mantenere il controllo dell'assetto. Una volta persa la stabilità, infatti, il satellite divenne inutile e fu quindi spento.
Al contrario del Solrad 8, suo predecessore, il Solrad 9 non è rimasto in orbita ed ha effettuato il suo rientro in atmosfera, disintegrandosi, il 16 novembre 1990.